# Bazainville
Bazainville és un municipi francès, situat al departament d'Yvelines i a la regió de Illa de França. L'any 2007 tenia 1.354 habitants.
Forma part del cantó de Bonnières-sur-Seine, del districte de Mantes-la-Jolie i de la Comunitat de comunes del Pays Houdanais.

## Demografia

### Població
El 2007 la població de fet de Bazainville era de 1.354 persones. Hi havia 485 famílies, de les quals 93 eren unipersonals (27 homes vivint sols i 66 dones vivint soles), 128 parelles sense fills, 229 parelles amb fills i 35 famílies monoparentals amb fills.
La població ha evolucionat segons el següent gràfic:
Habitants censats

### Habitatges
El 2007 hi havia 543 habitatges, 484 eren l'habitatge principal de la família, 40 eren segones residències i 19 estaven desocupats. 510 eren cases i 29 eren apartaments. Dels 484 habitatges principals, 419 estaven ocupats pels seus propietaris, 49 estaven llogats i ocupats pels llogaters i 16 estaven cedits a títol gratuït; 6 tenien una cambra, 28 en tenien dues, 51 en tenien tres, 68 en tenien quatre i 331 en tenien cinc o més. 422 habitatges disposaven pel capbaix d'una plaça de pàrquing. A 163 habitatges hi havia un automòbil i a 311 n'hi havia dos o més.

### Piràmide de població
La piràmide de població per edats i sexe el 2009 era:
| Homes | Edats   | Dones |
| ----- | ------- | ----- |
| 0     | 95 o +  | 0     |
| 0     | 90 a 94 | 4     |
| 4     | 85 a 89 | 4     |
| 4     | 80 a 84 | 8     |
| 12    | 75 a 79 | 16    |
| 16    | 70 a 74 | 12    |
| 16    | 65 a 69 | 20    |
| 20    | 60 a 64 | 24    |
| 32    | 55 a 59 | 16    |
| 72    | 50 a 54 | 64    |
| 68    | 45 a 49 | 56    |
| 16    | 40 a 44 | 48    |
| 48    | 35 a 39 | 60    |
| 32    | 30 a 34 | 20    |
| 40    | 25 a 29 | 24    |
| 36    | 20 a 24 | 32    |
| 72    | 15 a 19 | 48    |
| 32    | 10 a 14 | 52    |
| 24    | 5 a 9   | 56    |
| 44    | 0 a 4   | 40    |

## Economia
El 2007 la població en edat de treballar era de 931 persones, 721 eren actives i 210 eren inactives. De les 721 persones actives 683 estaven ocupades (357 homes i 326 dones) i 36 estaven aturades (18 homes i 18 dones). De les 210 persones inactives 63 estaven jubilades, 100 estaven estudiant i 47 estaven classificades com a «altres inactius».

### Ingressos
El 2009 a Bazainville hi havia 486 unitats fiscals que integraven 1.416 persones, la mediana anual d'ingressos fiscals per persona era de 26.311 €.

### Activitats econòmiques
Dels 82 establiments que hi havia el 2007, 1 era d'una empresa extractiva, 1 d'una empresa alimentària, 1 d'una empresa de fabricació de material elèctric, 3 d'empreses de fabricació d'altres productes industrials, 10 d'empreses de construcció, 26 d'empreses de comerç i reparació d'automòbils, 4 d'empreses de transport, 2 d'empreses d'hostatgeria i restauració, 5 d'empreses d'informació i comunicació, 3 d'empreses financeres, 2 d'empreses immobiliàries, 19 d'empreses de serveis, 4 d'entitats de l'administració pública i 1 d'una empresa classificada com a «altres activitats de serveis».
Dels 10 establiments de servei als particulars que hi havia el 2009, 1 era una oficina de correu, 2 tallers de reparació d'automòbils i de material agrícola, 1 paleta, 1 guixaire pintor, 2 lampisteries, 1 electricista i 2 empreses de construcció.
Dels 4 establiments comercials que hi havia el 2009, 2 eren carnisseries i 2 botigues de roba.
L'any 2000 a Bazainville hi havia 6 explotacions agrícoles que ocupaven un total de 786 hectàrees.

## Equipaments sanitaris i escolars
El 2009 hi havia una escola elemental.

## Poblacions més properes
El següent diagrama mostra les poblacions més properes.